# Король, Михаил Львович
Михаил Львович Коро́ль (род. 24 марта 1961, Ленинград) — израильский поэт, культуролог, краевед, пишущий на русском языке.

## Биография
В 1985 году окончил дефектологический факультет Ленинградского государственного педагогического института им. А. И. Герцена. В 1986—1989 гг. в журналах «Таллин», «Радуга» («Vikerkaar») и «Студенческий меридиан» опубликовал ряд переводов из эстонской поэзии (Рейн Рауд, Эне Михкельсон, Хассо Крулль, Айме Хансен, Хандо Руннель, Арно Вихалемм, Тыну Ыннепалу, Калев Кесккюла). С 1990 г. живет в Иерусалиме. Преподавал историю и краеведение в Мидрешет Йерушалаим при Институте изучения еврейской традиции им. С. Шехтера, а также на курсах подготовки гидов при Министерстве туризма Израиля. Один из самых известных русскоязычных экскурсоводов Израиля.
Автор шести книг стихов и двухтомного путеводителя по Иерусалиму «Королевские прогулки по Иерусалиму», второй том которого представляет собой первое на русском языке монографическое описание Храма Гроба Господня; по мнению рецензента, «реликвия описана автором вдоль и поперёк, в историческом разрезе, культурологическом, архитектурном…». Публиковался в различных альманахах и периодических изданиях Израиля, России, Эстонии, Франции, Германии, США, Украины. Неоднократно выступал как переводчик поэзии с эстонского, английского и иврита.
Одна из главных поэтических задач творчества Михаила Короля — проникновение в межкультурные глубины библейских пространств с осмыслением мифологической ауры эпического текста. Стилистическую особенность его текстов точно охарактеризовал иерусалимский художник и писатель Некод Зингер: «Стих его с длинными, мерно покачивающимися строчками, которые позванивают на концах рифмами, как кочевничьи верблюды бубенцами, более всего подобен аравийским макамам». Рассказывая про израильскую литературу на русском языке, поэт Анри Волохонский в беседе с литературоведом Ильей Кукуем отметил: «Другой поэт по имени Михаил Король, или Кунингас, мне тоже нравится. Пишет он о херувимах, о разных пророках и сам понимает, о чём пишет».
В 2023 году музыканты Игорь Крутоголов и Леонид Фёдоров создали альбом «Ашера» по поэме Михаила Короля «Песни срубленной Ашеры». Этот альбом стал саундтреком для одноимённого фильма-балета в постановке хореографа Анны Озерской.

## Семья
- Дед по материнской линии — архитектор В. М. Фромзель.
- Брат деда по отцовской линии — советский политический деятель Меер (Мирон) Король.
- Двоюродный брат деда по отцовской линии — журналист и военный деятель М. Д. Король.

### Поэтические книги
- Родинка. — Иерусалим,1991.
- Стихотворения 1992—1995. — Иерусалим, 1996.
- Аллигатор. — Иерусалим, 1999.
- Invalides. — Париж, «Стетоскоп», 2000.
- Королевская охота на ежей в окрестностях Фонтенбло. — СПб.: ИНАПРЕСС, 2001. (http://www.ozon.ru/context/detail/id/2359664/)
- Иерусалимская Азбука (с иллюстрациями А.Флоренского). — Санкт-Петербург — Иерусалим, 2011
- Иерусалимская фотоазбука (с фотографиями Г. и Н. Майко). — Lawrence, MA, USA, 2011

### Краеведческая литература
- Мы здесь живем. Рассказ о городах Израиля (совместно с А. Лоренцсоном). — Иерусалим-Тель-Авив, 1992.
- Королевские прогулки по Иерусалиму. Том I. — Иерусалим, 2008.
- Королевские прогулки по Иерусалиму. Том II. ХГГ. — Иерусалим, 2010.
- 33 прогулки по Иерусалиму. — Москва, «Фаир», 2011.
- Храм Гроба Господня. — Москва, «Олма», 2013.
- Святые места Иерусалима. — Москва, «Олма», 2013.
- Храм Гроба Господня в Иерусалиме. — Иерусалим, студия Клик, 2021.
- Путеводитель по следам Ирода Великого в Стране Израиля. В книге «Ирод. Древние источники о царе Иудеи». — Иерусалим, Библиотека Михаила Гринберга, 2022.
- Путешествие в страну Ирода. Иерусалим, Библиотека Михаила Гринберга, 2024-2025.

### Другие книги
- Энциклопедия библейских животных (иллюстрации — Ирина Голуб, обложка — Анатолий Баратынский). — Иерусалим, студия Клик, 2017.
- Мир библейских животных. — Москва-Иерусалим, Библиотека Михаила Гринберга, 2022.
- Полигимния в Иерусалиме. — Иерусалим, студия Клик, 2023.
- Дер Эмес фун Лина (Лина Самойловна Нейман и другие).  — Тель-Авив, издательство книжного магазина «Бабель», 2024.
- Небольшой Королевский приквел. Предыстории героев «Мастера и Маргариты». — Иерусалим, Библиотека журнала «Тайные тропы», 2025.

### Публикации в антологиях
- Иерусалимский поэтический альманах. — Иерусалим, 1993. (https://web.archive.org/web/20120602151530/http://barashw.tripod.com/ipa/index.htm)
- Беседа поэтов (иврит-русский). — Иерусалим, 1999.
- ОНО. — Иерусалим,1999.
- Двоеточие: поэтическая антология. — Иерусалим, 2000.
- Ориентация на местности. — Иерусалим, 2001.
- Освобождённый Улисс: Современная русская поэзия за пределами России. — Москва, «Новое литературное обозрение», 2004.
- Антология поэзии. Израиль 2005. — Тель-Авив, 2005.
- Форма огня. — Москва, 2007.